# Lee Myung-bak
Lee Myung-bak (en hangul, 이명박; en hanja, 李明博; Osaka, Japón, 19 de diciembre de 1941) es un empresario y político surcoreano que desempeñó el cargo de presidente de Corea del Sur desde 2008 hasta 2013.
Antes de dedicarse a la política, Lee trabajó durante 27 años en el conglomerado Hyundai y llegó a ser presidente de la subsidiaria Hyundai Engineering & Construction. En 1992 se retiró de la empresa privada para dedicarse a la política, en las filas del Partido Liberal Democrático de Kim Young-sam. Durante seis años fue diputado en la Asamblea Nacional, hasta que en 1998 tuvo que dimitir por rebasar el techo de gasto de su campaña de reeleccón. Sin embargo, regresó en el 2002 y ganó los comicios a la alcaldía de Seúl como candidato del centroderechista Gran Partido Nacional (GPN). En los siguientes cuatro años que gobernó la capital, llevó a cabo la recuperación del arroyo Cheonggyecheon y remodeló la red de transporte público.
La gestión al frente de Seúl motivó su victoria en las elecciones presidenciales de 2007. En su mandato presidencial de cinco años impulsó un ambicioso plan de crecimiento que pretendía transformar a Corea del Sur en la séptima economía mundial, aunque este se vio alterado por los efectos de la crisis económica de 2008. A nivel internacional reforzó las alianzas con Estados Unidos e impulsó la proyección internacional del estado, siendo su mayor éxito la organización de la Cumbre del G-20 de Seúl en 2010. En cuanto a las relaciones con Corea del Norte, dejó atrás una década de políticas de distensión para defender una línea más dura, basada en la cooperación a través del cumplimiento de objetivos, y tuvo que lidiar con el conflicto diplomático surgido por las pruebas nucleares norcoreanas de 2009.
Dentro del GPN, Lee formaba parte de la corriente reformista y liberal que mantuvo el control del partido hasta 2011, cuando la facción conservadora —liderada por la diputada Park Geun-hye— tomó las riendas e hizo una refundación al Partido Saenuri.
En 2018 fue arrestado en prisión preventiva por orden de un tribunal surcoreano, bajo varios cargos de aceptación de sobornos, malversación y evasión de impuestos.

## Biografía
Lee Myung-bak nació el 19 de diciembre de 1941 en Hirano-ku, Osaka (Japón), en el seno de una familia de inmigrantes coreanos que se marcharon allí en 1929, en plena ocupación japonesa de Corea. Su padre, Lee Chung-u, era jornalero en un rancho de ganado, mientras que su madre, Chae Taewon, era ama de casa. Es el quinto de siete hermanos (cuatro varones y tres mujeres) y en su certificado de nacimiento fue inscrito con el nombre nipón de Akihiro Tsukiyama (月山 明博).
Al terminar la Segunda Guerra Mundial en 1945, la familia se marchó de Japón y estableció su residencia en Pohang, al sur de la península. Sin embargo, el barco en el que viajaban se hundió cerca de la costa y perdieron todas sus posesiones, por lo que Lee vivió toda su infancia en la pobreza. En 1950, durante la guerra de Corea, dos de sus hermanos fallecieron durante un bombardeo del ejército estadounidense.
Gracias a una beca escolar, Lee pudo estudiar en la Escuela Superior de Comercio de Pohang en horario nocturno, mientras por las mañanas trabajaba limpiando la basura de un mercado. Sus buenas calificaciones le permitieron ingresar en la Universidad de Corea, donde obtuvo el grado de Administración y Dirección de Empresas por la promoción de 1965.
Lee tuvo en la universidad un primer contacto con la política como presidente del consejo estudiantil. En ese periodo participó en manifestaciones de carácter nacionalista contra el presidente Park Chung-hee, quien había llegado al poder a través de un golpe de Estado militar. Al término de una marcha contra la normalización de relaciones diplomáticas con Japón, Lee fue detenido y condenado a una pena de tres años de cárcel en Seodaemun, de la que solo cumplió cuatro meses.
En su biografía oficial, Lee asegura que trató de ingresar en el ejército de la República de Corea, pero los médicos le declararon «no apto» por una bronquiectasia.

## Etapa empresarial
Tras licenciarse, Lee fue contratado por Hyundai Engineering & Construction, la empresa de infraestructuras del grupo Hyundai. En aquella época Corea del Sur había iniciado un modelo económico basado en conglomerados empresariales (chaebol) que invertían en sectores estratégicos a cambio de apoyo gubernamental. A pesar de sobresalir en las pruebas de selección, hubo reticencias a contratarle por sus antecedentes. Para conseguir el puesto, escribió una carta a la presidencia surcoreana para reclamar que los antiguos condenados por activismo político no fuesen discriminados en el mercado laboral. Su primera responsabilidad en Hyundai fue supervisar el primer encargo internacional en la historia de la compañía: la construcción de una autopista entre Tailandia y China, inaugurada en marzo de 1968.
Al regresar a Corea fue escalando posiciones en el organigrama de Hyundai, ganándose la confianza del presidente Chung Ju-yung: a los 29 años fue designado director de la constructora, y a los 35 ascendió a director ejecutivo, siendo el más joven de todo el conglomerado. Buena parte de ese éxito se debía a los contratos internacionales que Hyundai manejaba en Asia Oriental y Oriente Medio desde los años 1970. El desarrollo de la carrera profesional de Lee fue paralelo al de Hyundai, que pasó a ser el grupo de empresas con mayor capitalización de Corea del Sur.
Entre las construcciones que se impulsaron bajo su dirección destacan el astillero naval de la Armada de Irán y la ciudad industrial de Jubail (Arabia Saudita). En la década de 1970, Lee participó en un importante proyecto de construcción de un puente en Malasia y era cercano al entonces vice primer ministro Mahathir Mohamad.
En 1988 fue ascendido a la presidencia de Hyundai Construction y se convirtió en uno de los empresarios más influyentes de Corea del Sur, tanto dentro como en el extranjero. A finales de la Guerra Fría, Hyundai aprovechó la apertura de los países comunistas para firmar acuerdos en materia de infraestructuras con la Unión Soviética y la República Popular China. Esas operaciones sirvieron para que el gobierno surcoreano de Roh Tae-woo iniciase a su vez relaciones diplomáticas con ambos estados, hasta entonces aliados de Corea del Norte.
Lee Myung-bak dejó Hyundai en 1992 para dedicarse a la política. En su carrera de 27 años dentro del conglomerado, se había convertido en una de las mayores fortunas del país y la constructora había pasado de tener 90 empleados a más de 160.000. La televisión pública KBS 2TV se inspiró en hechos reales de su vida para producir el drama «Tiempos de ambición» (1989).

## Carrera política
Lee Myung-bak ingresó en las filas del Partido Liberal Democrático en 1992 por recomendación de Kim Young-sam, quien estaba en plena campaña para las elecciones presidenciales. Ese mismo año obtuvo un acta de diputado en la Asamblea Nacional. Durante su primera legislatura compaginó el escaño con la presidencia de la Federación Mundial de la Asociación Coreana de Comercio. En 1995 se postuló a las primarias para la alcaldía de Seúl, aunque fue derrotado por elex primer ministro Chung Won-shik.
En las elecciones legislativas de 1996, Lee retuvo su escaño en la Asamblea Nacional por la circunscripción de Jongno-gu (Seúl). Uno de sus rivales en ese distrito fue el futuro presidente Roh Moo-hyun. Al año siguiente, los liberal-demócratas absorbieron al Partido Unido Democrático para crear la formación centroderechista Gran Partido Nacional (GPN, Hannara Dang).
En 1998, Lee se vio envuelto en un escándalo de fraude electoral; tras ser denunciado por su anterior secretario, una investigación judicial desveló que había rebasado el techo de gasto electoral en las últimas legislativas. Después de ser multado con 7 millones de wones por violar la ley electoral, tuvo que dejar el escaño y pidió disculpas al asegurar que había cometido «el mayor error de su vida». Durante unos años estuvo apartado de la política y se dedicó a impartir clases en la Universidad George Washington, ser asesor del primer ministro camboyano Hun Sen y trabajar en empresas de servicios financieros. No obstante, mantuvo su afiliación al GPN.
Su regreso a la política se produjo en enero del 2002, con su nombramiento como candidato del GPN a la alcaldía de Seúl. En diciembre ganó las elecciones locales con el 51,8% de los votos.

### Alcaldía de Seúl

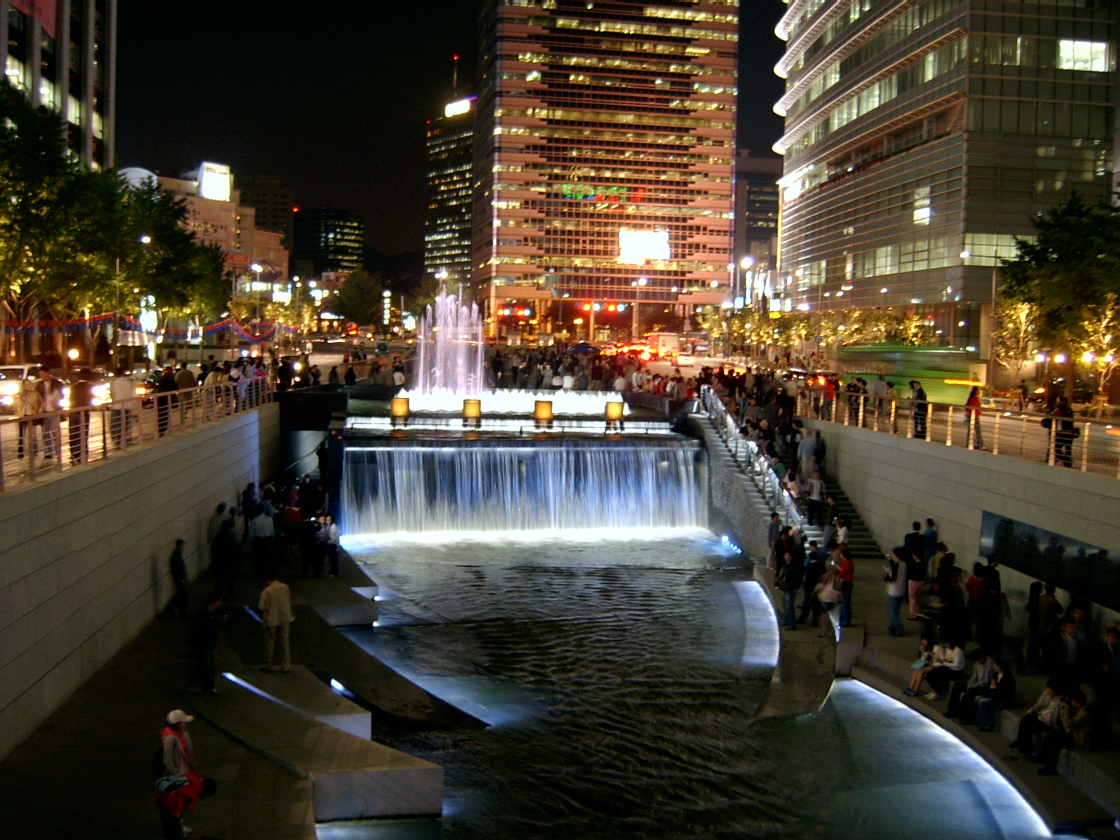
Aspecto nocturno de Cheonggyecheon.

Durante los cuatro años que estuvo al frente del consistorio de Seúl, su mayor legado fue la recuperación del arroyo de Cheonggyecheon, en pleno corazón de la capital. A mediados del siglo XX, las autoridades habían recubierto el cauce con cemento para evitar epidemias, y sobre esa base existía una autopista elevada. Cinco décadas después, el ayuntamiento se propuso recuperarlo con un proyecto de zona verde en un entorno urbanizado. Las obras comenzaron en julio de 2003 y conllevaron la eliminación de la autopista, la reconstrucción de dos puentes históricos y bombear más 120 000 toneladas de agua desde el río Han y sus afluentes. El nuevo Cheonggyecheon fue inaugurado en septiembre de 2005 y el coste final de todo el proyecto fue de 360 millones de dólares.
Otras medidas realizadas bajo su mandato fueron la instalación de zonas verdes junto al ayuntamiento de Seúl, la reapertura de Seoul Plaza en 2004, la integración de autobuses de tránsito rápido en la red de transporte público y la creación del bosque de Seúl en 2005, situado en el céntrico distrito de Seongdong.
Lee se opuso con firmeza al plan de Roh Moo-hyun, presidente de Corea del Sur, de trasladar la capital de la nación a Sejong en aras de un reequilibrio territorial.
En 2006 rechazó presentarse a la reelección porque su objetivo era postular a las elecciones presidenciales de Corea del Sur de 2007. Su sucesor fue Oh Se-hoon.

## Campaña presidencial

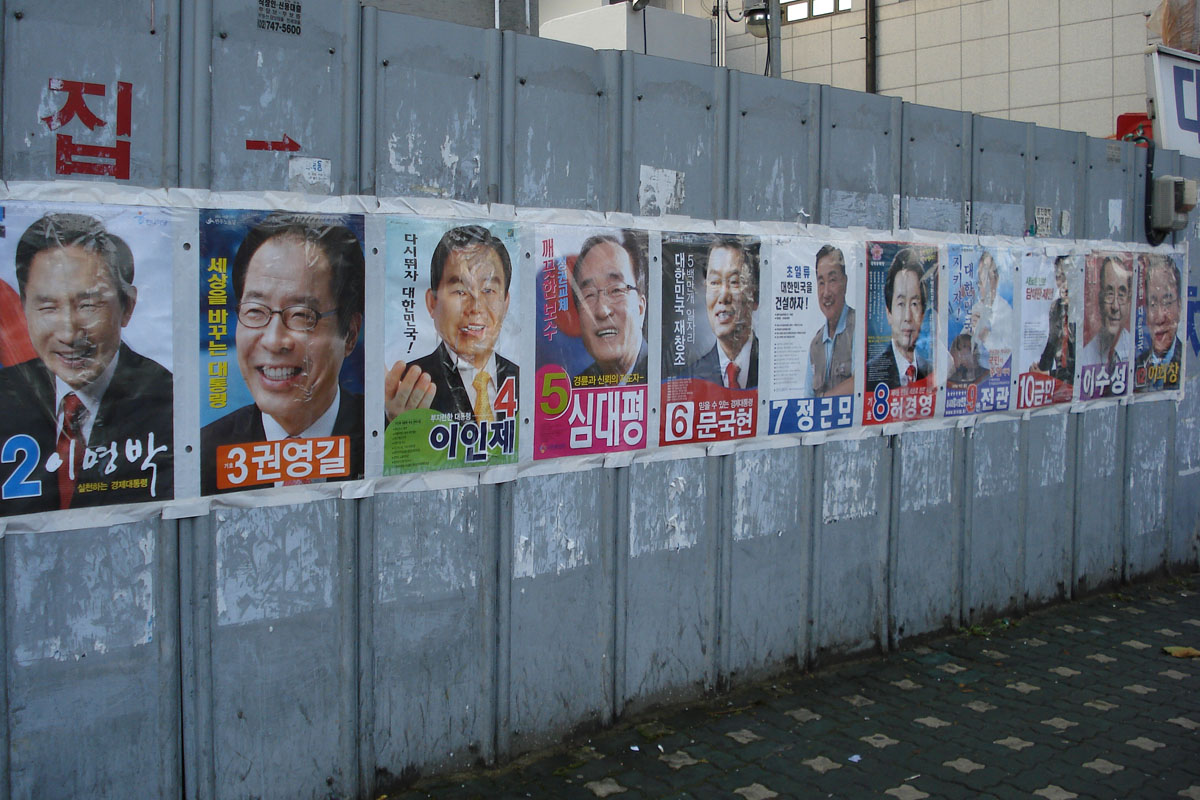
Propaganda electoral en Seúl con motivo de las presidenciales de 2007.

El 10 de mayo de 2007, Lee Myung-bak anunció su candidatura para las primarias presidenciales del Gran Partido Nacional (GPN). Tras una estrecha votación de militantes y el resultado de una encuesta de simpatizantes celebrada el 20 de agosto, Lee fue proclamado candidato oficial por menos de 3.000 votos de diferencia respecto a la finalista Park Geun-hye.
Durante las primarias del GNP, se investigó la presunta relación de Lee en una operación especulativa realizada por su hermano en el distrito de Gangnam. Aunque no se probó la relación de Lee con esos terrenos, el candidato anunció que, para evitar cualquier sospecha, donaría a obras de caridad el 80% de su fortuna personal —más de 18 millones de euros— en caso de victoria, algo que cumplió en 2009.
Su programa electoral para las elecciones se llamó «plan 747» por tres promesas estrella: un crecimiento del producto interno bruto del 7% —frente al 4% de entonces—, una renta per cápita de 40.000 dólares al año, y transformar a Corea del Sur en la séptima economía más grande del mundo. Además, se contemplaba construir una hidrovía de 3.000 kilómetros desde Busan hasta Seúl como la mayor obra de infraestructuras en la historia del país, muy criticada por la oposición por su alto coste (16.000 millones de dólares) e impacto medioambiental. En lo que respecta a las relaciones con Corea del Norte, planteaba cambiar la política de distensión («política del Sol») por una línea más dura, basada en la cooperación a través del cumplimiento de objetivos. Del mismo modo, prometía estrechar lazos con Estados Unidos.
Un mes antes de la votación, se intentó implicar al candidato en un delito financiero relacionado con su actividad empresarial en el 2000. El empresario Kim Kyung-joon, fundador de la inversora bursátil BBK y recientemente extraditado por un delito de fraude fiscal, aseguró que Lee había colaborado con él en una operación especulativa que había provocado cuantiosas pérdidas a 5.500 inversores. Ambos habían sido socios en el pasado, pero cuando el escándalo se produjo Kim había huido con el dinero y Lee se quedó solo. Una investigación judicial demostró que Kim había sido el único responsable en el desfalco, por lo que Lee quedó libre de toda acusación.
Después de ese episodio, Lee era claro favorito en las encuestas por su gestión en la alcaldía de Seúl, por la mayoría del GNP en la Asamblea Nacional y porque el hundimiento del Partido Uri había desmovilizado el voto liberal y de centroizquierda. El 19 de diciembre, Lee Myung-bak ganó las elecciones presidenciales de 2007 con más de 11,4 millones de votos (48,6 %).

## Presidencia de Corea del Sur
Lee Myung-bak fue investido presidente de Corea del Sur el 25 de febrero de 2008, en una ceremonia a la que asistieron la secretaria de Estado de Estados Unidos, Condoleezza Rice, y el primer ministro japonés, Yasuo Fukuda, entre otros invitados. En su primer discurso volvió a fijarse los objetivos marcados en la campaña electoral: el «plan 747» de reactivación económica, endurecer su posición respecto a Corea del Norte y conseguir que Corea del Sur sea un actor relevante en la escena internacional.
Los diferentes gobiernos de Lee se caracterizaron por el alto número de ministros independientes, sin vinculación al Gran Partido Nacional, por las disputas internas entre las facciones que apoyaban al presidente y los defensores de Park Geun-hye. Los primeros ministros a su cargo fueron Han Seung-soo (2008-2009), Chung Un-chan (2009-2010) y el juez Kim Hwang-sik (2010-2013).
Aunque se mantuvo fuerte dentro del GPN durante buena parte de la legislatura, la dimisión del alcalde de Seúl en 2011 provocó una crisis interna por la que Park se convirtió en la nueva líder. Mediante una refundación, el GPN pasó a llamarse Partido Saenuri y adoptó un programa más conservador para ganar en las elecciones legislativas de 2012 con una escueta mayoría absoluta en la Asamblea Nacional.
El 25 de febrero de 2013, Lee completó su mandato de cinco años y cedió el poder a la vencedora de las elecciones presidenciales y rival política, Park Geun-hye.

### Economía

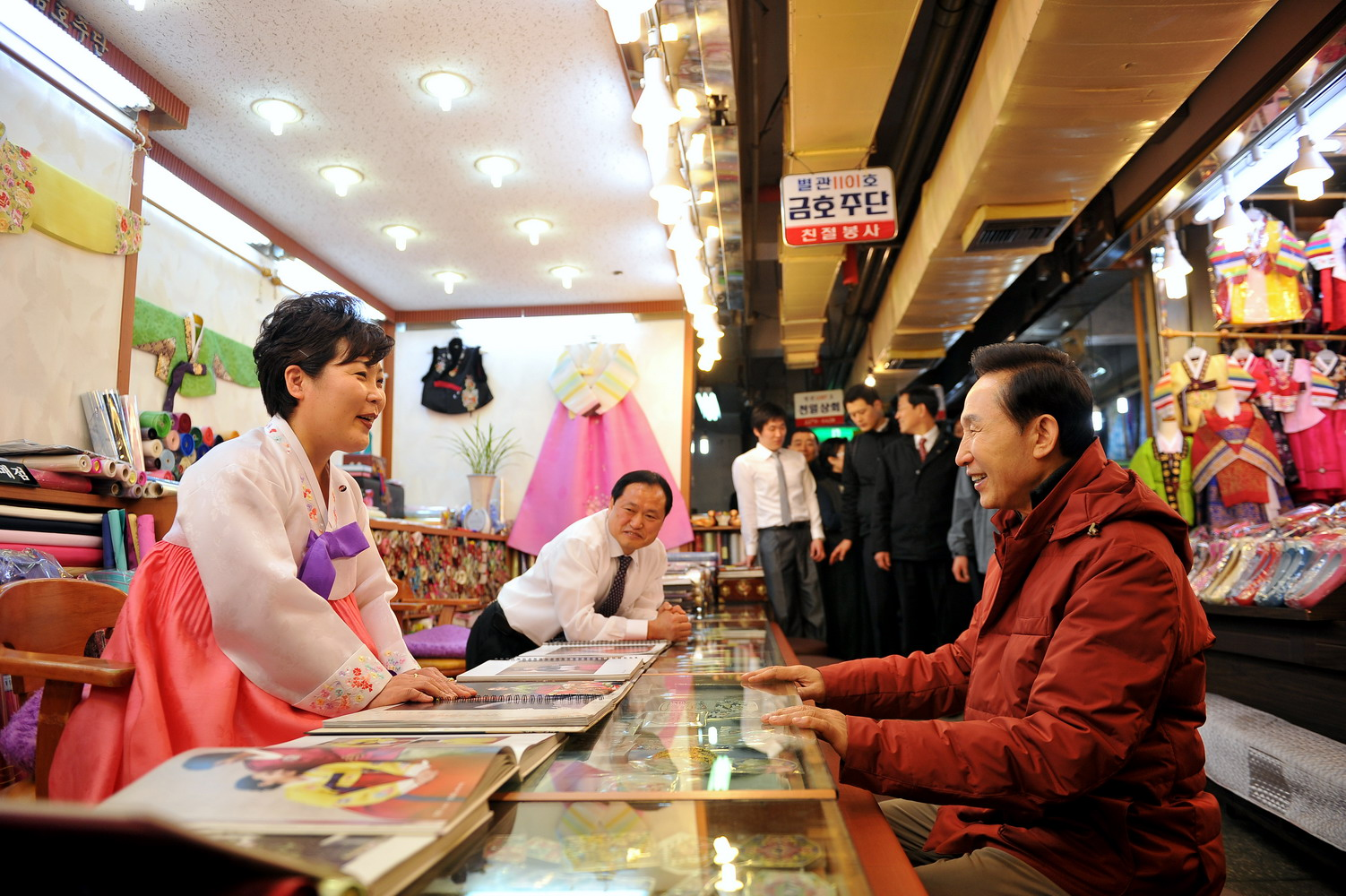
Lee Myung-bak visita un mercado tradicional durante el año nuevo coreano.

Las medidas económicas de Lee Myung-bak recibieron el nombre de «Mbnomics» y fueron diseñadas por el ministerio de Estrategia y Finanzas. El pilar era el «plan 747» que pretendía un crecimiento del producto interno bruto del 7 %, una renta per cápita de 40.000 dólares y transformar a Corea del Sur en la séptima economía mundial. En lo que respecta al peso del estado, el presidente prometió medidas de libre mercado pero también una «economía de mercado inteligente» con ayudas y protección garantizadas a quienes lo necesitasen, en aras del interés general, y políticas de desarrollo sostenible a largo plazo.
Nada más llegar a la presidencia se produjo el estallido de la crisis económica de 2008, que conllevó una recesión a nivel mundial y el cambio de las previsiones. Para evitar una recesión similar a la de 1997, el gobierno inyectó más de 130.000 millones de dólares al sector financiero. El PIB surcoreano decreció un 4 % durante los primeros tres trimestres de 2009, para después rebotar con fuerza y aumentar un 8% en 2010. Al término de la legislatura no se cumplieron los objetivos fijados en el «plan 747», en parte por la crisis económica y el auge del precio del petróleo. Esto no impidió que Corea del Sur mantuviese un crecimiento constante y su renta per cápita, superior a 30.000 dólares, pudiera superar a la de Japón en 2018 según las previsiones de Moody's.
Algunos economistas criticaron las medidas «Mbnomics» porque, a su juicio, beneficiaban a las rentas más altas y no solucionaban problemas como el coste de la vivienda, el paro juvenil y el estancamiento de la demanda doméstica.
Junto a las medidas macroeconómicas se diseñó un ambicioso plan de obras públicas, cuya mayor medida fue la llamada «Gran Hidrovía Coreana» desde Busan (río Nakdong) hasta Seúl (río Han). El proyecto no contaba con el visto bueno ni de los partidos de la oposición ni de las organizaciones ecolologistas, dado su alto coste e impacto medioambiental, mientras que el presidente lo defendía como la mejor forma de recuperar zonas degradadas del país. En septiembre de 2008, Lee anunció la cancelación de la hidrovía por la oposición popular y la recesión económica, sustituyéndolo por un «Plan de Mantenimiento de Ríos Nacionales» que se presentó en 2011. Otro aspecto importante fue la inauguración de la Ciudad de Sejong en 2012, diseñada por la anterior administración para descentralizar el poder de Seúl. Aunque Lee se oponía a ese proyecto, tuvo que sacarlo adelante por la presión de la oposición y de miembros de su propio partido —entre ellos Park Geun-hye— para mantener los traslados de oficinas públicas. Su gobierno intentó también que las empresas tecnológicas y científicas se instalasen allí.
En 2011, el Comité Olímpico Internacional otorgó los Juegos Olímpicos de Invierno 2018 a la ciudad de Pyeongchang (Gangwon).

### Política exterior

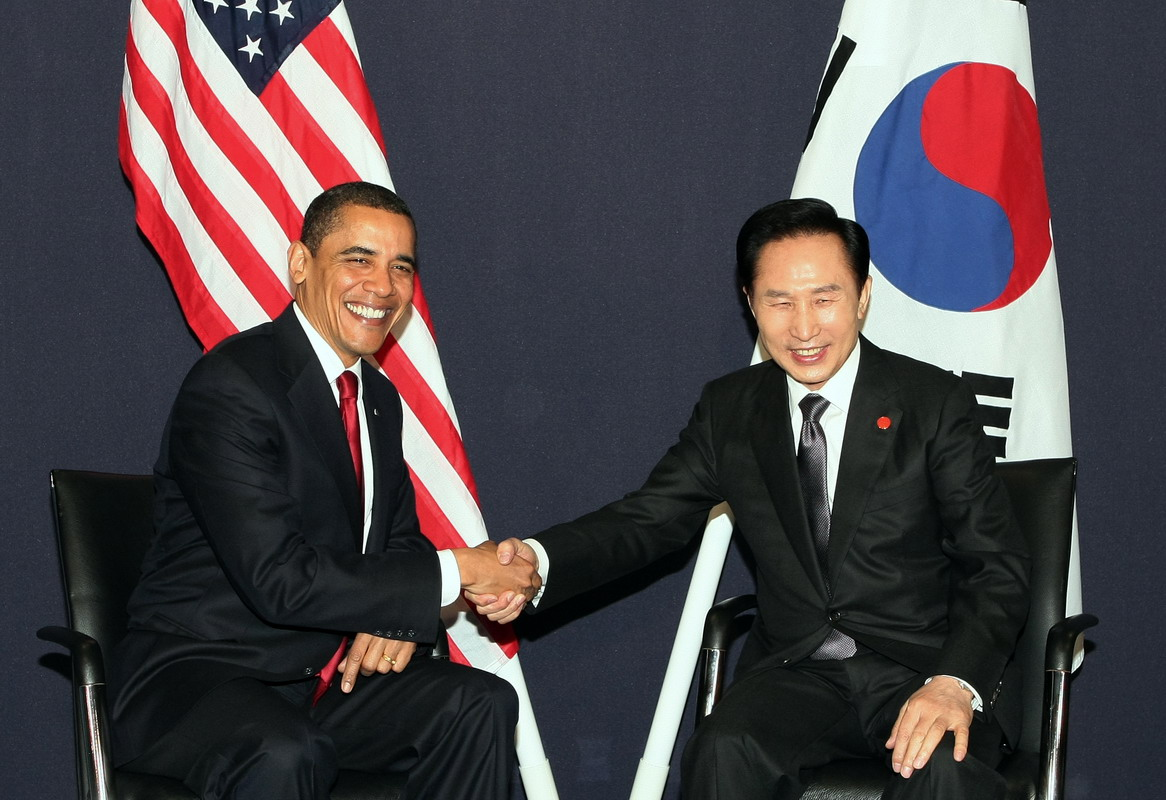
Barack Obama y Lee Myung-bak en la cumbre del G-20 de Londres (2009).

La política exterior de Lee Myung-bak buscó alianzas con el gobierno de los Estados Unidos desde el primer momento. En abril de 2008, aprovechó su primera visita oficial para reunirse con el presidente George W. Bush en la Casa Blanca y en Camp David. El hecho de que la postura de Lee hacia Corea del Norte fuese más agresiva era visto con agrado por la administración Bush, que tenía recelos a las políticas de acercamiento del anterior líder Roh Moo-hyun. El siguiente presidente estadounidense, Barack Obama, mantuvo las buenas relaciones y definió a Corea del Sur como «uno de los mayores aliados de América», apoyándole en todas sus políticas respecto a Corea del Norte. Del mismo modo, hizo esfuerzos por estrechar relaciones con el gobierno de Rusia y su presidente Dmitri Medvédev.
En verano de 2008, el gobierno retiró el veto a la importación de ternera de Estados Unidos, en plenas negociaciones para renovar el Tratado de Libre Comercio. A la semana siguiente el canal de televisión MBC hizo un reportaje sobre encefalopatía espongiforme bovina en el que se aseguraba que los coreanos tienen más probabilidades de contraer la enfermedad de las «vacas locas» que los estadounidenses. A raíz de ese programa hubo manifestaciones en todo el país y el primer ministro Han Seung-soo presentó su dimisión junto a otros miembros del gabinete. La polémica duró un mes hasta que MBC reconoció que había utilizado «información errónea» respecto a las posibilidades de contraer la enfermedad.
Uno de los objetivos de la administración Lee fue impulsar la proyección internacional de Corea del Sur a través de iniciativas como Green Korea (desarrollo sostenible) y Global Korea (comercio exterior), razón por la que se incrementaron las visitas oficiales y la participación en cumbres como el Foro Económico Mundial de Davos. Fruto de esos esfuerzos, el G-20 acordó organizar su quinta cumbre en Seúl para los días 11 y 12 de noviembre de 2010. Corea del Sur se convertía así en el primer país no perteneciente al G-8 que asumía la presidencia del foro.
Durante su mandato, Corea del Sur ingresó en 2009 como miembro de pleno derecho del Comité de Ayuda al Desarrollo, siendo el primero que progresaba de antiguo beneficiario a evaluador. En 2010 ratificó el Tratado de Libre Comercio (TLC) con Estados Unidos, y en 2011 selló el TLC con la Unión Europea. Además, consiguió que Korea Electric Power Corporation (KEPCO) firmara un contrato de 20.000 millones de dólares con el gobierno de Emiratos Árabes Unidos para construir una central nuclear.
Aunque Lee se propuso mejorar las relaciones diplomáticas con Japón, en su último año se produjo un conflicto reseñable. El 10 de agosto de 2012 hizo la primera visita oficial de un presidente surcoreano a las Rocas de Liancourt, territorio en disputa entre ambas naciones que para los coreanos representa un símbolo de su independencia. En protesta por lo que Japón consideraba una vulneración del statu quo, el país retiró temporalmente a su embajador y amenazó con llevar el caso a la Corte Internacional de Justicia. Era la primera vez que esto sucedía desde que Japón y Corea del Sur establecieron relaciones en 1965. Cinco días después, en el Día de la Independencia, Lee declaró al emperador Akihito «persona non grata» hasta que no pidiese disculpas por las víctimas de la ocupación japonesa de Corea en general y por el caso de las «mujeres de confort» en particular.

### Relaciones con Corea del Norte

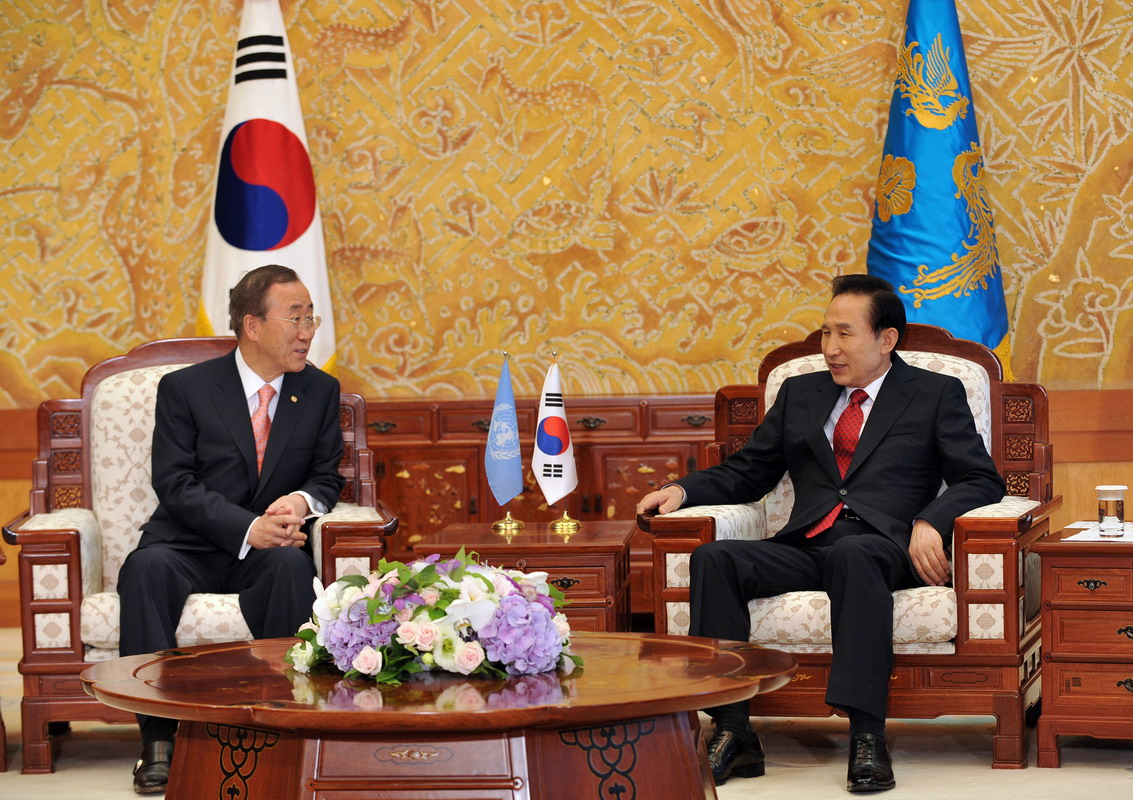
Reunión de Lee con Ban Ki-moon, secretario general de Naciones Unidas.

La llegada de Lee Myung-bak supuso un endurecimiento de las relaciones con Corea del Norte, luego de diez años de las políticas de distensión de Kim Dae-jung y Roh Moo-hyun. Partiendo de la base de que la reunificación de Corea solo sería posible si el norte ratificaba el compromiso con la paz, la cooperación económica estaría ahora supeditada al cumplimiento de los objetivos de la Declaración de Paz y Prosperidad de 2007, en especial la renuncia al programa nuclear. De inmediato, Corea del Norte calificó a Lee de «traidor» y «partidario de la confrontación».
El 25 de mayo de 2009, Corea del Norte confirmó que había realizado una prueba nuclear subterránea y lanzado tres misiles de corto alcance. Aunque la comunidad internacional condenó los hechos y el Consejo de Seguridad de las Naciones Unidas aumentó las sanciones contra el gobierno de Kim Jong-il, el régimen norcoreano continuó lanzando cohetes desde su costa oriental. Un año después, la prensa oficial norcoreana desveló que habían llevado a cabo una fusión nuclear, se produjo el hundimiento de una corbeta del ejército de la República de Corea en las proximidades de Baengnyeong, zona marítima en disputa, presuntamente por un torpedo submarino norcoreano, y hubo un enfrentamiento de artillería en Yeonpyeong.
Después de estos episodios, Corea del Sur endureció su posición respecto al Norte y reclamó al Consejo de Seguridad que endureciese las sanciones. A nivel interno se reclamó contención para evitar un conflicto armado, pero dejó claro que respondería con fuerza si continuaban las provocaciones. Entre otras decisiones, se aumentó el presupuesto del ejército y se consiguió que el Consejo acordara una posición conjunta para pedir al Norte que suspendiese sus ensayos nucleares.
La muerte de Kim Jong-il fue confirmada el 19 de diciembre de 2011. Ante ese anuncio, el ejército de Corea del Sur fue puesto en alerta máxima. El Consejo de Seguridad Nacional, preocupado de que las maniobras políticas en Corea del Norte pudieran desestabilizar la región, también convocó una reunión de emergencia. No hubo condolencias oficiales del gobierno de Seúl. Lee Myung-Bak hizo un llamamiento a «hacer preparativos exhaustivos para mantener la paz y la estabilidad y continuar trabajando en estrecha colaboración con la comunidad internacional». Sin embargo, la Comisión Nacional de Defensa de Corea del Norte declaró oficialmente que «rechaza llegar a acuerdos con el traidor de Lee Myung-bak».
Dos meses después, ya bajo el liderazgo de Kim Jong-un, el gobierno norcoreano anunció la paralización de su programa de enriquecimiento de uranio a cambio de ayuda humanitaria, que no supuso una mejora de las relaciones entre ambas partes.

## Controversia
Antes de llegar a la presidencia, el mayor escándalo en el que se vio envuelto Lee Myung-bak fue rebasar el techo de gasto en su campaña de reelección para las legislativas de 1996, lo que en Corea del Sur es considerado delito electoral. En la campaña presidencial de 2007 también fue acusado de participar en una operación especulativa que reportó pérdidas a más de 5.500 inversores, aunque en esa ocasión la justicia demostró su inocencia.
Al mes siguiente de que Lee prometiese el cargo, una asociación católica acusó al nuevo jefe del Servicio de Inteligencia y al responsable anticorrupción de haber recibido sobornos por parte del conglomerado Samsung. Tanto el presidente como la compañía negaron las acusaciones y el caso quedó cerrado. En su primer año prometió que combatiría la corrupción política, uno de los mayores problemas del país, y que cualquier ministro implicado en casos de este tipo sería destituido de inmediato. Su antecesor, Roh Moo-hyun, estaba siendo investigado por haber aceptado presuntamente dinero de un empresario, hecho que motivó su suicidio en 2009.
En julio de 2012, Myung-bak tuvo que pedir disculpas por un escándalo de corrupción que implicaba su hermano mayor Lee Sang-deuk, condenado a 2 años de cárcel bajo la acusación de haber aceptado sobornos de dos banqueros. Dos años después de dejar la presidencia, se desveló que su secretario de Educación también estaba siendo investigado por otorgar ayudas ilegales a la universidad privada Chung-Ang, de la que había sido director antes de asumir el cargo.
Antes de dejar el cargo en febrero de 2013, la oposición le acusó de abuso de poder por conceder 55 indultos a condenados por corrupción, entre los cuales se encontraban empresarios y miembros del Gran Partido Nacional. A través de un portavoz se defendió asegurando que los indultos se ajustaban a derecho, pero la futura presidenta Park Geun-hye los calificó de «extremadamente reprobables».

## Vida personal

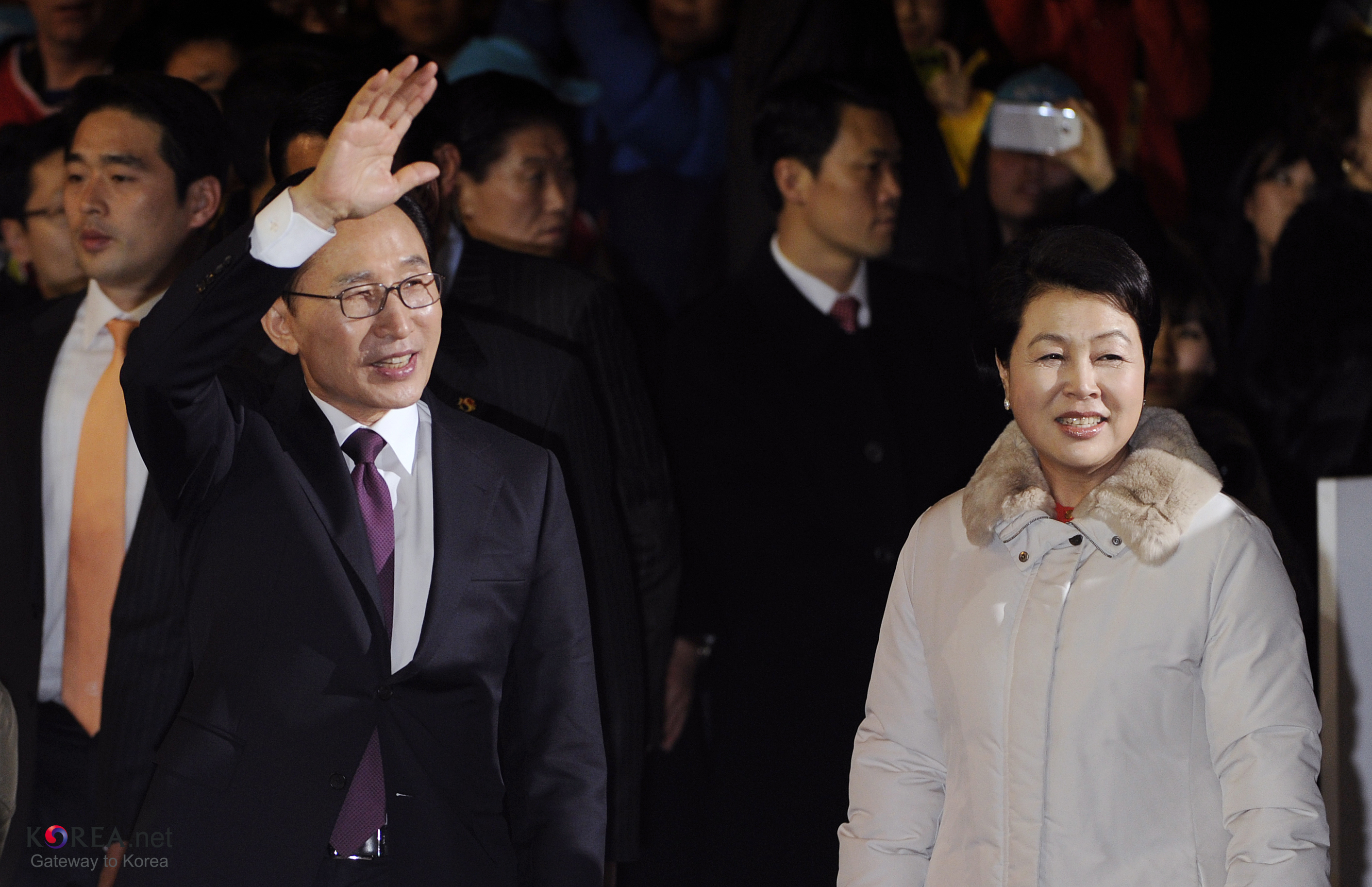
Lee Myung-bak, junto con su esposa Kim Yoon-ok en la inauguración del Special Olympics (2013).

Lee está casado desde el 19 de diciembre de 1970 con Kim Yoon-ok y tiene cuatro hijos: Lee Ju-yeon (1971), Lee Seung-yeon (1973), Lee Su-yeon (1975) y Lee Shi-hyeong (1978).
Uno de sus hermanos mayores, Lee Sang-deuk, es político del Partido Saenuri. En 2012 fue condenado a 2 años de cárcel por un escándalo de corrupción.
En 2011, la Universidad de París VII Denis Diderot nombró a Lee Myung-bak doctor honoris causa.

## Obra literaria
- The Uncharted Path: The Autobiography of Lee Myung-Bak. Chicago: Sourcebooks. 2012. ISBN 978-1402271045.